# تعطیلی دولت در ایالات متحده آمریکا

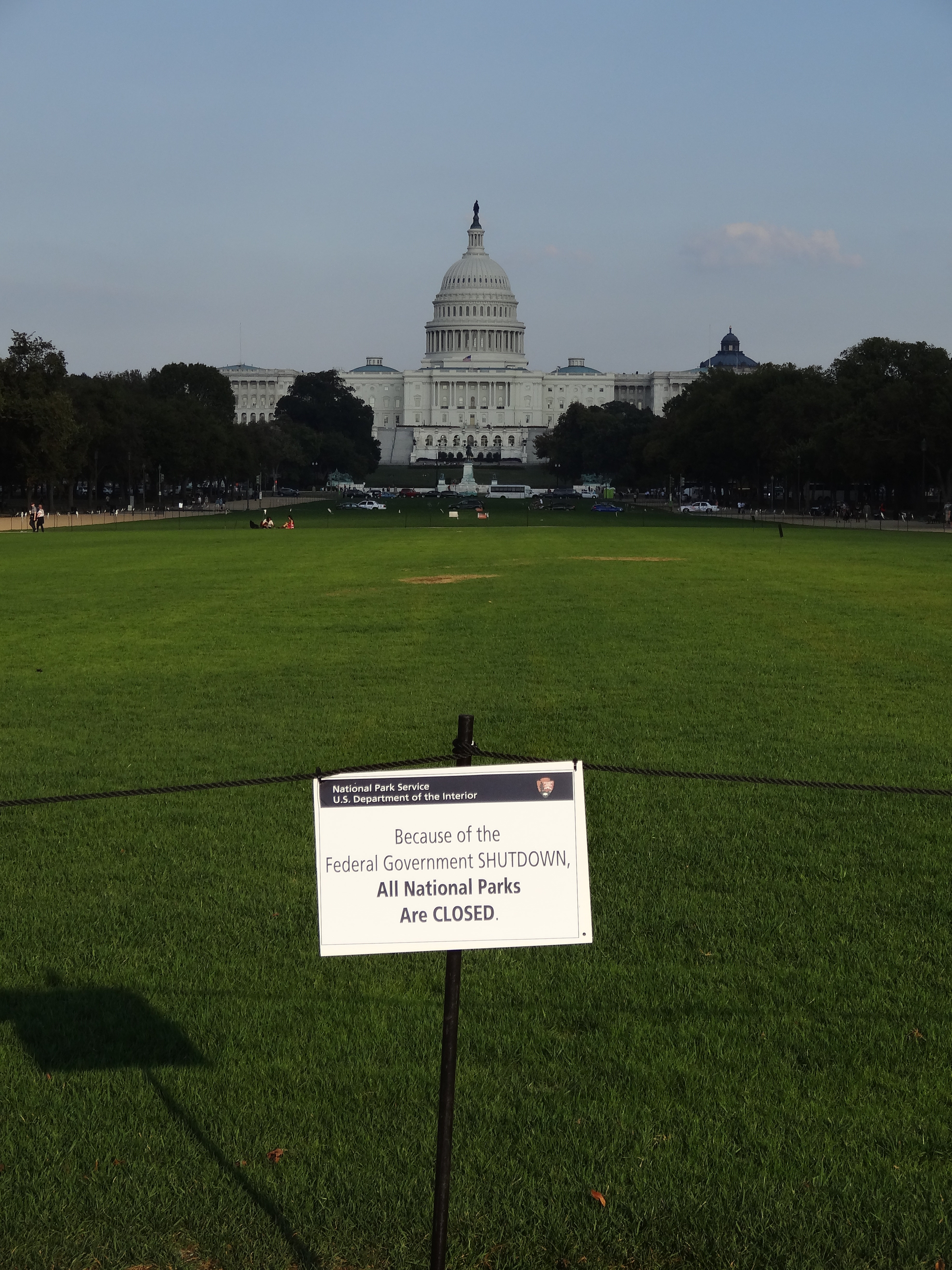
تعطیلی تمام پارک‌های ملی به دلیل تعطیلی دولت فدرال ایالات متحده آمریکا

در سیاست ایالات متحده آمریکا، تعطیلی دولت وضعیتی است که در آن دولت ارائه همه خدمات جز خدمات حیاتی را متوقف می‌کند. نوعاً خدماتی که با وجود تعطیلی ادامه می‌یابند عبارتند از پلیس، آتش‌نشانی، سرویس ملی آب و هوا و سازمان‌های والد آن، خدمات پزشکی در تأسیسات فدرال، خدمات پستی، نیروهای مسلح، مدیریت ترافیک هوایی و نظام تأدیبی.

## لیست موارد اتفاق افتاده

### ۲۰۱۳

#### ۱ اکتبر ۲۰۱۳
بامداد سه شنبه، ۱ اکتبر ۲۰۱۳ (۹ مهر ۱۳۹۲)، باراک اوباما در سخنانی که از شبکه‌های رادیو و تلویزیون ایالات متحده آمریکا پخش شد، اعلام کرد که به دلیل تصویب نشدن لایحه بودجه دولت فدرال در کنگره این کشور، نهادهای دولتی امکان ادامه فعالیت و ارائه خدمات را ندارند و کنگره را متهم کرد که به وظیفه خود در تصویب لایحه بودجه عمل نکرده است. بدین ترتیب دولت آمریکا تعطیل شد. این نخستین بار پس از هفده سال گذشته بود که عدم توافق دولت و کنگره بر سر لایحه بودجه باعث تعطیل خدمات دولتی شد.

#### ۱۷ اکتبر ۲۰۱۳
شامگاه چهارشنبه ۱۷ اکتبر ۲۰۱۳ (۲۵ مهر ۱۳۹۲) کنگره آمریکا به طرح رهبران دو حزب دموکرات و جمهوری‌خواه برای تصویب افزایش سقف استقراض دولت و همچنین تمدید بودجه دولت رای داد؛ و بدین ترتیب به تعطیلی ۱۶ روزه دولت آمریکا پایان داد. در صورتیکه بودجه توسط کنگره تصویب نمی‌شد، بخش‌های دیگری از دولت نیز تعطیل می‌شد.
این طرح ساعاتی مانده به ضرب‌الاجل افزایش سقف استقراض دولت، به کاخ سفید اجازه داد حدود ۱۷ تریلیارد دلار بیشتر قرض بگیرد. دولت آمریکا تا ساعت ۱۱:۵۹ پنج‌شنبه‌شب فرصت داشت که سقف مجاز استقراض را افزایش دهد و اگر تا آن‌زمان کنگره چنین مجوزی به کاخ سفید نمی‌داد، آمریکا از بازپرداخت بدهی‌هایش باز می‌ماند. طبق این طرح، دولت آمریکا اجازه خواهد داشت تا ۷ فوریه ۲۰۱۴ به قرض‌کردن پول برای تأمین نیازهای مالی خود ادامه دهد. این توافق، همچنین به دولت این امکان را می‌دهد که تا ۱۵ ژانویه به منابع مالی مورد نیاز برای انجام پرداخت‌های خود دسترسی داشته باشد. این طرح در مجلس سنا ۸۱ رای مثبت و ۱۸ رای منفی گرفت و ساعتی بعد در مجلس نمایندگان نیز با ۲۸۵ رای مثبت و ۱۴۴ رای منفی، تصویب شد.

### ۲۰۱۸
دولت فدرال آمریکا در ۱۹ ژانویه ۲۰۱۸(۱۳۹۶/۱۰/۲۹) نیز به دلیل موافقت نکردن کنگره آمریکا و اختلاف نظر بین جمهوری خواهان و دموکرات‌ها با لایحه بودجه پیشنهادی از طرف دولت ترامپ، تعطیل شد.
این نوزدهمین بار است که دولت فدرال آمریکا در طول تاریخ این کشور تعطیل می‌شود.
دولت آمریکا پس از سه روز تعطیلی،سرانجام در ۲۳ ژانویه ۲۰۱۸(۱۳۹۶/۱۱/۰۳) با لایحه ضرب العجلی کنگره دوباره بازگشایی شد.

## علل
تعطیلی ممکن است زمانی رخ دهد که یک نهاد قانونگذاری (از جمله قدرت قانونگذاری وتو توسط مسئول اجرایی) نمی‌تواند بر سر تخصیص بودجه برنامه‌های دولتیش در سال مالی پیش رو به توافق برسد. در فقدان منابع کافی، دولت فراهم کردن خدمات غیرضروری را در آغاز سال مالی تحت تأثیر، متوقف می‌کند. کارمندان دولت که خدمات ضروری ارائه می‌کنند اغلب «کارمندان ضروری» خوانده می‌شوند و خواسته می‌شود به کار ادامه دهند.
سالها بسیاری از سازمانهای فدرال در فاصلهٔ بودجه دهی به کار ادامه می‌دادند و عملیات و ملزومات غیر حیاتی را محدود می‌کردند، و باور داشتند کنگره قصد ندارد تا زمانی که ترتیبات لازم تصویب شود سازمانها تعطیل شوند. در جریان روند ترتیبات سال مالی ۱۹۸۱، پرزیدنت ریگان در خصوص لایحه ضد کسری بودجه از دادستان کل وقت آمریکا نظر خواست. در دو یادداشت صادره در ۱۹۸۰ و ۱۹۸۱ دادستان کل بیان کرد که این لایحه از سازمانها می‌خواهد همه عملیات خود را هنگام انقضای ترتیبات فعلی خاتمه بدهند.

## اثرات
تعطیلی دولت فدرال باعث می‌شود پرداختی شمار زیادی از کارمندان فدرال متوقف شود. کارکنان نظامی دچار قطع پرداخت نمی‌شوند ولی حقوقشان ممکن است طبق برنامه پرداخت نشود.
در گذشته تعطیلی‌ها بر دولت شهری واشینگتن، دی. سی. تأثیر گذاشته و کار مدارس و خدمات شهری نظیر جمع‌آوری زباله را متوقف کرده‌است.